# Farsetia assadii
Farsetia assadii är en korsblommig växtart som beskrevs av Kavousi. Farsetia assadii ingår i släktet Farsetia och familjen korsblommiga växter. Inga underarter finns listade i Catalogue of Life.